# Landtag Nadrenii-Palatynatu
Landtag Nadrenii-Palatynatu (niem. Landtag Rheinland-Pfalz) – jednoizbowy parlament kraju związkowego Nadrenia-Palatynat, będący najwyższym organem politycznej woli obywateli tego landu. Składa się ze 101 posłów wybieranych na pięcioletnią kadencję w wyborach powszechnych, bezpośrednich i tajnych. Siedzibą parlamentu jest zabytkowy gmach Deutschhaus w Moguncji.

## Historia
Landtag został powołany w 1947 roku w związku z utworzeniem kraju związkowego. Od 1951 roku jego siedzibą jest Deutschhaus – jeden z najważniejszych historycznych budynków w Moguncji. Po 65 latach użytkowania i ponad 1300 sesjach plenarnych, w 2016 roku rozpoczęła się jego kompleksowa modernizacja. Prace renowacyjne trwały sześć lat i zakończyły się 8 września 2021 roku.
W trakcie remontu obrady parlamentu odbywały się w Steinhalle Landesmuseum Mainz, a administracja tymczasowo przeniosła się do Isenburg-Karree – przebudowanego budynku dawnego zakładu karnego. Po zakończeniu prac parlament i administracja powróciły do zmodernizowanego Deutschhausu oraz do przyległych Kavalliersbauten.
W 1999 roku oddano do użytku nowy Abgeordnetenhaus – budynek biurowy przeznaczony dla posłów i frakcji. Zlokalizowany na gruncie należącym do landu kompleks zastąpił pięć rozproszonych lokalizacji, znacznie poprawiając warunki pracy. Budynek ma powierzchnię użytkową ponad 6200 m².

## Funkcje
Landtag pełni cztery główne funkcje:
- Debata publiczna – prowadzi otwartą debatę nad różnorodnymi interesami społeczeństwa,
- Wybór i zatwierdzenie władzy wykonawczej – wybiera ministra-prezydenta oraz zatwierdza rząd krajowy,
- Kontrola władzy wykonawczej – sprawuje parlamentarną kontrolę nad rządem i administracją,
- Ustawodawstwo i budżet – uchwala budżet landu i stanowione na jego obszarze prawo, m.in. w dziedzinach edukacji, kultury, policji, administracji lokalnej, mediów i organizacji aparatu urzędniczego.

Zgodnie z art. 107 konstytucji krajowej inicjatywa ustawodawcza przysługuje rządowi krajowemu, frakcjom i grupom co najmniej ośmiu posłów oraz obywatelom w drodze referendum (choć dotąd z tej drogi nie skorzystano). Ustawy są zazwyczaj omawiane w dwóch czytaniach plenarnych, a ustawy konstytucyjne – w trzech. Po uchwaleniu przez parlament, ustawa przekazywana jest przez prezydenta Landtagu do ministra-prezydenta, który nadaje jej bieg i ogłasza w oficjalnym dzienniku promulgacyjnym.

## Organizacja pracy
Parlament zbiera się raz w miesiącu na 2–3 dni posiedzeń plenarnych, podczas których omawiane i przyjmowane są ustawy, wnioski oraz zapytania do rządu. Pomiędzy sesjami pracują komisje parlamentarne, przygotowujące szczegółowe analizy i rekomendacje dla plenum.
Najważniejsze organy kierujące pracą parlamentu to Prezydium Landtagu oraz Rada Starszych, odpowiedzialne za harmonogram i przebieg posiedzeń. Posłowie tworzą frakcje zgodnie z przynależnością partyjną – to one koordynują działania, specjalizacje tematyczne i wspólne inicjatywy ustawodawcze.

## Siedziba
Główną siedzibą parlamentu jest Deutschhaus – zabytkowy gmach zlokalizowany przy placu Republiki Mogunckiej (Platz der Mainzer Republik). Budynek wraz z przyległymi Kavalliersbauten mieści m.in. biura prezydenta parlamentu, salę plenarną, sale posiedzeń oraz bibliotekę i archiwum Landtagu. W Isenburg-Karree, dawnym więzieniu przekształconym w biurowiec, nadal działa część administracji. Nowoczesne Abgeordnetenhaus, położone w sąsiedztwie, zapewnia przestrzeń biurową dla wszystkich deputowanych oraz frakcji politycznych. Kompleks powstał w miejscu dawnych gmachów ministerialnych.

## Współpraca międzynarodowa
Landtag Nadrenii-Palatynatu aktywnie uczestniczy w europejskich i międzyregionalnych strukturach parlamentarnych. Należy m.in. do Kongresu Władz Lokalnych i Regionalnych Europy przy Radzie Europy oraz Komitetu Regionów Unii Europejskiej. Odgrywa również aktywną rolę w Oberrheinrat i Międzyregionalnej Radzie Parlamentarnej (IPR), promując współpracę z Alzacją, Badenem, Saarą, Lotaryngią, Luksemburgiem, Walonią i Województwem Opolskim. Współtworzy czterostronną sieć partnerską z regionami Burgundia-Franche-Comté, Oppeln i Środkowe Czechy. Utrzymuje relacje z parlamentami krajów takich jak Austria (kraj związkowy Salzburg), USA (Karolina Południowa) czy Rwanda.

## Komitet ds. historii Landu
Przy Landtagu działa komisja naukowa zajmująca się badaniem historii Nadrenii-Palatynatu oraz dokumentowaniem jej rozwoju ustrojowego i kulturowego. Efekty prac publikowane są w serii wydawniczej „Blaue Reihe” oraz prezentowane podczas corocznego Dnia Historii Landu.

## Lista prezydentów Landtagu
| Imię i nazwisko         | Partia | Partia                             | Czas pełnienia funkcji | Czas pełnienia funkcji |
| Imię i nazwisko         | Partia | Partia                             | Od                     | Do                     |
| ----------------------- | ------ | ---------------------------------- | ---------------------- | ---------------------- |
| Jakob Diel              |        | Unia Chrześcijańsko-Demokratyczna  | 1947                   | 1948                   |
| August Wolters          | 1948   | Unia Chrześcijańsko-Demokratyczna  | 1959                   |                        |
| Otto van Volxem         | 1959   | Unia Chrześcijańsko-Demokratyczna  | 1971                   |                        |
| Johannes Baptist Rösler | 1971   | Unia Chrześcijańsko-Demokratyczna  | 1974                   |                        |
| Albrecht Martin         | 1974   | Unia Chrześcijańsko-Demokratyczna  | 1985                   |                        |
| Heinz Peter Volkert     | 1985   | Unia Chrześcijańsko-Demokratyczna  | 1991                   |                        |
| Christoph Grimm         |        | Socjaldemokratyczna Partia Niemiec | 1991                   | 2006                   |
| Joachim Mertes          | 2006   | Socjaldemokratyczna Partia Niemiec | 2016                   |                        |
| Hendrik Hering          | 2016   | Socjaldemokratyczna Partia Niemiec |                        |                        |